# Massy
Massy je južno predmestje Pariza in občina v osrednjem francoskem departmaju Essonne regije Île-de-France. Leta 2012 je naselje imelo 43.524 prebivalcev.

## Geografija
Naselje leži v osrednji Franciji ob reki Yvette 21 km severozahodno od Évryja in 15 km od središča Pariza.

## Administracija
Massy je sedež dveh kantonov:
- Kanton Massy-Vzhod (del občine Massy: 19.627 prebivalcev),
- Kanton Massy-Zahod (del občine Massy: 23.897 prebivalcev).

Oba kantona sta sestavna dela okrožja Palaiseau.

## Zgodovina
V srednjem veku, vse do konca obdobja Ancien Regime je bila večina ozemlja Massyja dodeljena opatiji St-Germain-des-Prés. V 10. stoletju je bila vzpostavljena veja lokalne gospode, ki je dobila naslov barona (sedanja družina Grimaldi-Monaco).
Pred letom 1900 je bila zgodovina kraja podobna ostalim podeželskim trgom regije Ile-de-France. V začetku 20. stoletja je Massy doživel znatne spremembe. Od vasi z le 1400 prebivalci je vsled bližine Pariza postal ob razvoju železnice in posledično industrije večji kraj s skoraj 40.000 prebivalci.

## Zanimivosti
- Château de Vilgénis s parkom, zgrajen leta 1823;

## Pobratena mesta
- Ascoli Piceno (Italija),
- Mongo (Čad),
- Ţara Pădurenilor (Romunija).